# Domodedovo Airlines

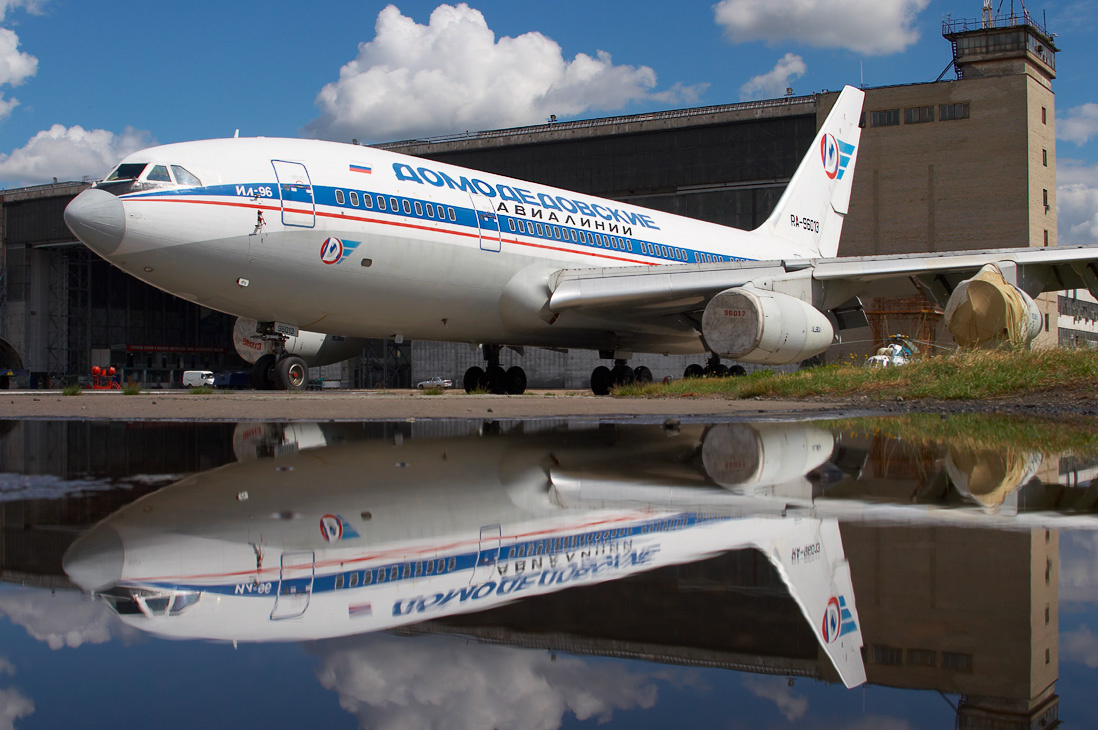
Il-96

Domodedovo Airlines var ett ryskt flygbolag som flög med bland annat Iljusjin Il-62, Iljusjin Il-69, Tupolev Tu-154 och Jakovlev Jak-42 flygplan. Bolaget slutade flyga år 2008.